# ПромФест
ПромФест (ест. PromFest, абревіатура від ест. Pärnu Rahvusvaheline Ooperimuusika Festival) — міжнародний фестиваль оперної музики в Пярну. Фестиваль проводиться кожен непарний рік, починаючи з 2001 року, і його художнім керівником є естонський диригент Еркі Пехк. 
Програма фестивалю розрахована для молодих виконавців і глядачів, і складається з 4 частин: конкурс для молодих оперних співаків, оперна постановка, майстер-класи та концерти.